# Antagonista nicotínic
Un antagonista nicotínic és un tipus de fàrmac anticolinèrgic que inhibeix l'acció de l'acetilcolina (ACh) en els receptors nicotínics de l'acetilcolina. Aquests compostos s'utilitzen principalment com a blocadors neuromusculars en cirurgia (per tal de produir una paràlisi muscular perifèrica), l'agent clàssic d'aquest tipus és la tubocurarina, però alguns compostos d'acció central com el bupropió bloquegen els receptors nicotínics d'acetilcolina al cervell i s'han proposat per tractar l'addicció a la nicotina.